# Suore missionarie di Nostra Signora degli Angeli
Le Suore Missionarie di Nostra Signora degli Angeli (in francese Sœurs Missionnaires de Notre-Dame des Anges; sigla M.N.D.A.) sono un istituto religioso femminile di diritto pontificio.

## Storia
La congregazione fu fondata da Florina Gervais: già religiosa delle suore missionarie dell'Immacolata Concezione, diresse per quattro anni un'opera di catechiste cinesi a Canton ed ebbe così modo di rendersi conto dell'importanza delle ausiliarie autoctone nei luoghi di missione.
Rientrata in Canada, ottenne da Paul-Stanislas La Rocque, vescovo di Sherbrooke, il permesso di iniziare una nuova famiglia religiosa nella sua diocesi: l'istituto fu fondato a Lennoxville il 1º aprile 1919 e l'8 settembre 1922 le prime otto religiose emisero i voti.
Le suore iniziarono subito a lavorare nel vicariato apostolico di Kweichow e si diffusero rapidamente in varie zone della Cina: nel 1949, all'avvento del partito comunista al potere, la congregazione contava nel paese già 14 case. Dopo la chiusura delle missioni in Cina, le suore si trasferirono in Giappone, dove nel 1955 aprirono un noviziato.
L'istituto, aggregato all'ordine dei frati minori dal 27 ottobre 1922, ricevette il pontificio decreto di lode l'8 luglio 1967.

## Attività e diffusione
Le suore si dedicano all'apostolato missionario, soprattutto alla formazione di religiose autoctone, catechiste e ausiliarie del clero nei luoghi di missione.
Oltre che in Canada, sono presenti in Brasile, Congo-Kinshasa, Filippine, Giappone, Hong Kong, Macao, Perù, Ruanda e Tanzania; la sede generalizia è a Sherbrooke.
Alla fine del 2015 l'istituto contava 141 religiose in 17 case.